# Maximarché

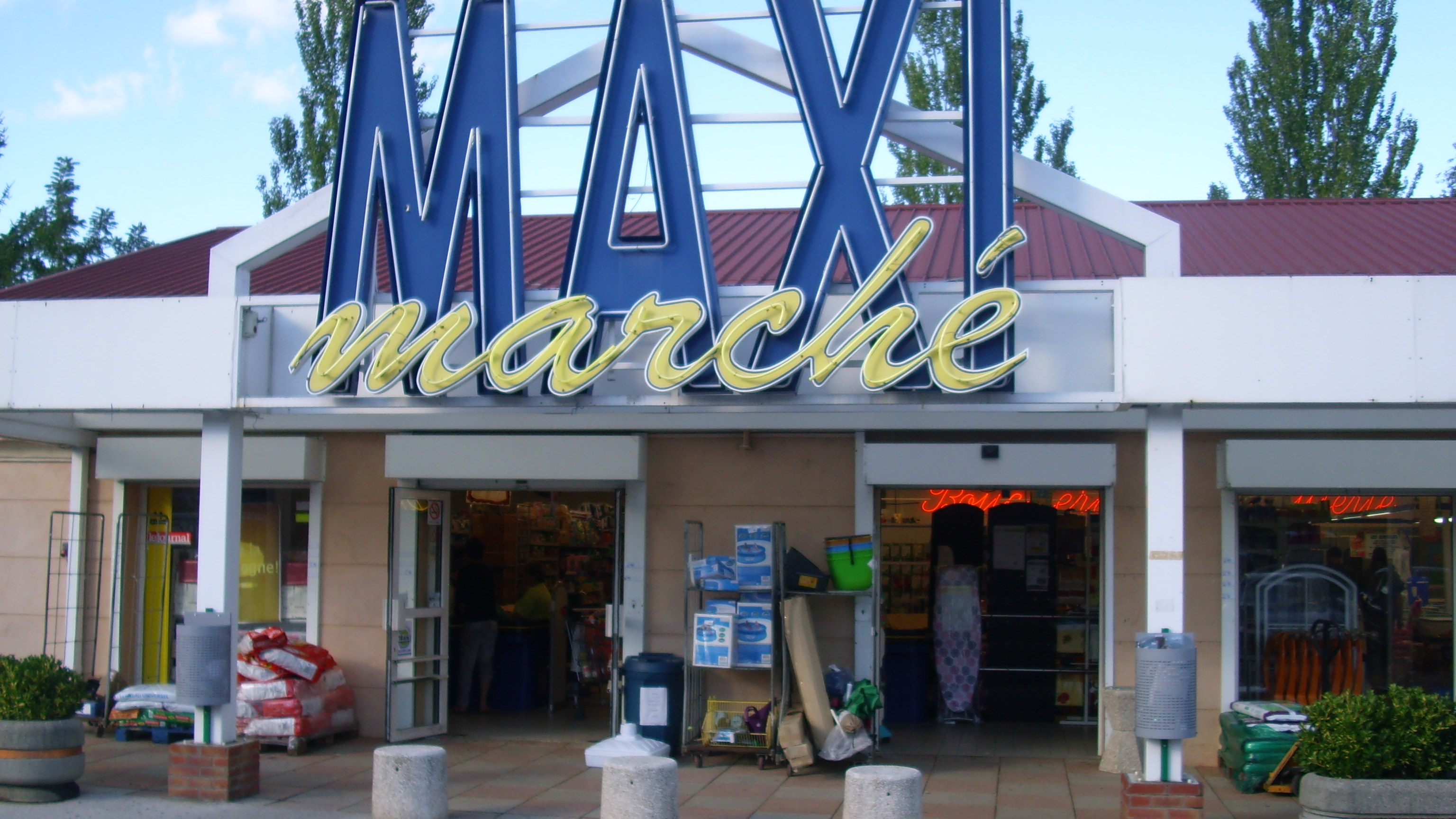
Entrée d'un Maximarché

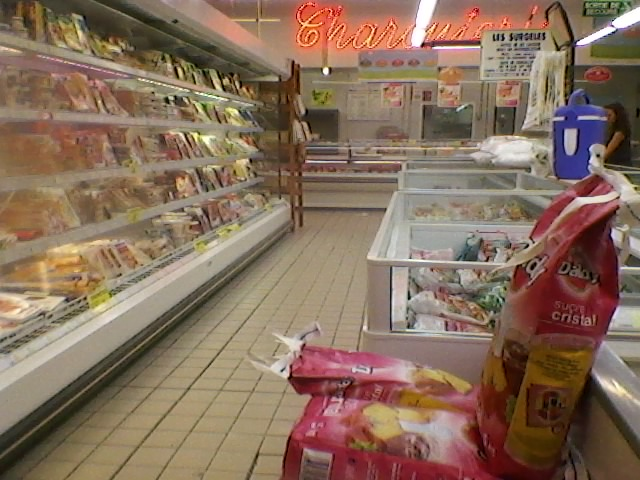
Intérieur d'un Maximarché

Maximarché est une enseigne et une société de grande distribution à prédominance alimentaire exploitant des magasins de détails au format  de petits supermarché. Elle fait partie du groupe Schiever.

## Historique
Elle a été créée en 1969.

## Implantation
L'enseigne compte au début 2024 19 magasins Maximarché implantés principalement en Bourgogne-Franche-Comté.
Les surfaces des magasins, qu'ils soient franchisés ou non, sont comprises entre 400 et 800 m².

### Identité visuelle (logo)

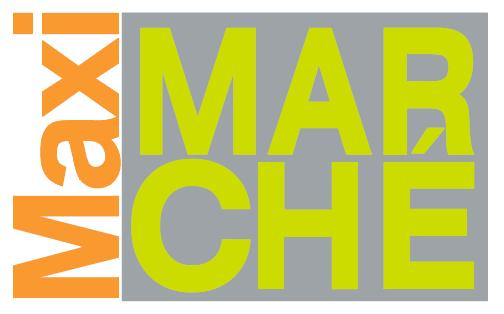
Un des anciens logos de Maximarché
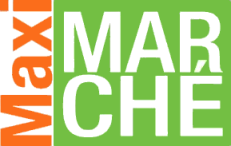
Logo actuel de Maximarché.

## Annexe